# メープルシロップ尿症
メープルシロップ尿症（メープルシロップにょうしょう、英: Maple Syrup Urine Disease; MSUD）とは、先天的な遺伝子の異常によって、α-ケト酸の代謝が阻害されて起きる疾病である。尿や汗からメープルシロップのような特有のにおいがするため、この名が付いた。また、別名を楓（カエデ）糖尿症ともいう。

## 概要
必須アミノ酸類のうち、分枝鎖アミノ酸と呼ばれるロイシン（Leu）、イソロイシン（Ile）、バリン（Val）の代謝経路に存在するα-ケト酸脱水素酵素複合体の活性が低下するために生じる、常染色体劣性遺伝疾患である。α-ケト酸が体内に貯留するため、尿や汗からは特有のメープルシロップのような甘いにおいがする。
患者割合は約40から50万人に1人といわれ、日本国外に比べて日本国内の患者数は少ない。

## 症状
生後数日から1週間ほどで発症する古典型と新生児期以降に発症する間欠型があり、いずれも哺乳力の低下、吐乳、痙攣、嘔吐、意識障害、呼吸障害などが見られ、治療を施さなければ麻痺、発育障害、知的障害をきたして死に至る。

## 診断
新生児マススクリーニング対象疾患であり、Bacterial inhibition assay（BIA法）による高速液体クロマトグラフィー（HPLC）により血中ロイシン濃度4 mg/dl以上をMSUDとしている。

## 治療
急性期においては高カロリー輸液の投与、腹膜透析、場合によって交換輸血を行う。症状の軽いものにあっては、α-ケト酸や分枝鎖アミノ酸の脱炭酸に働くビタミンB1を大量投与することにより症状の改善が見られる場合がある（ビタミンB1依存型）。
食事療法
制限食は一生涯続ける必要がある。なお、食事療法の治療薬として「ロイシン・イソロイシン・バリン除去ミルク」があり、日本においては雪印メグミルクが唯一製造・販売している。この治療用ミルクは、主成分として「分枝アミノ酸無添加総合アミノ酸粉末」を使用しており、MSUDでない乳児に使用することは分枝鎖アミノ酸欠乏を生じるため、禁忌とされている。